# سيرج بودوان
سيرج بودوان هو لاعب هوكي جليد كندي، ولد في 30 نوفمبر 1952 في مونتريال في كندا.

## وصلات خارجية
- سيرج بودوان على موقع دوري الهوكي الوطني (الإنجليزية)
- سيرج بودوان على موقع EliteProspects.com (الإنجليزية)
- سيرج بودوان على موقع HockeyDB.com (الإنجليزية)
- سيرج بودوان على موقع Hockey-Reference.com (الإنجليزية)